# Mechanicsville (Virginia)
Mechanicsville is een plaats (census-designated place) in de Amerikaanse staat Virginia, en valt bestuurlijk gezien onder Hanover County.

## Demografie
Bij de volkstelling in 2000 werd het aantal inwoners vastgesteld op 30.464.

## Geografie
Volgens het United States Census Bureau beslaat de plaats een oppervlakte van
73,7 km², waarvan 73,5 km² land en 0,2 km² water.

## Plaatsen in de nabije omgeving
De onderstaande figuur toont nabijgelegen plaatsen in een straal van 12 km rond Mechanicsville.